# تنريكيوية

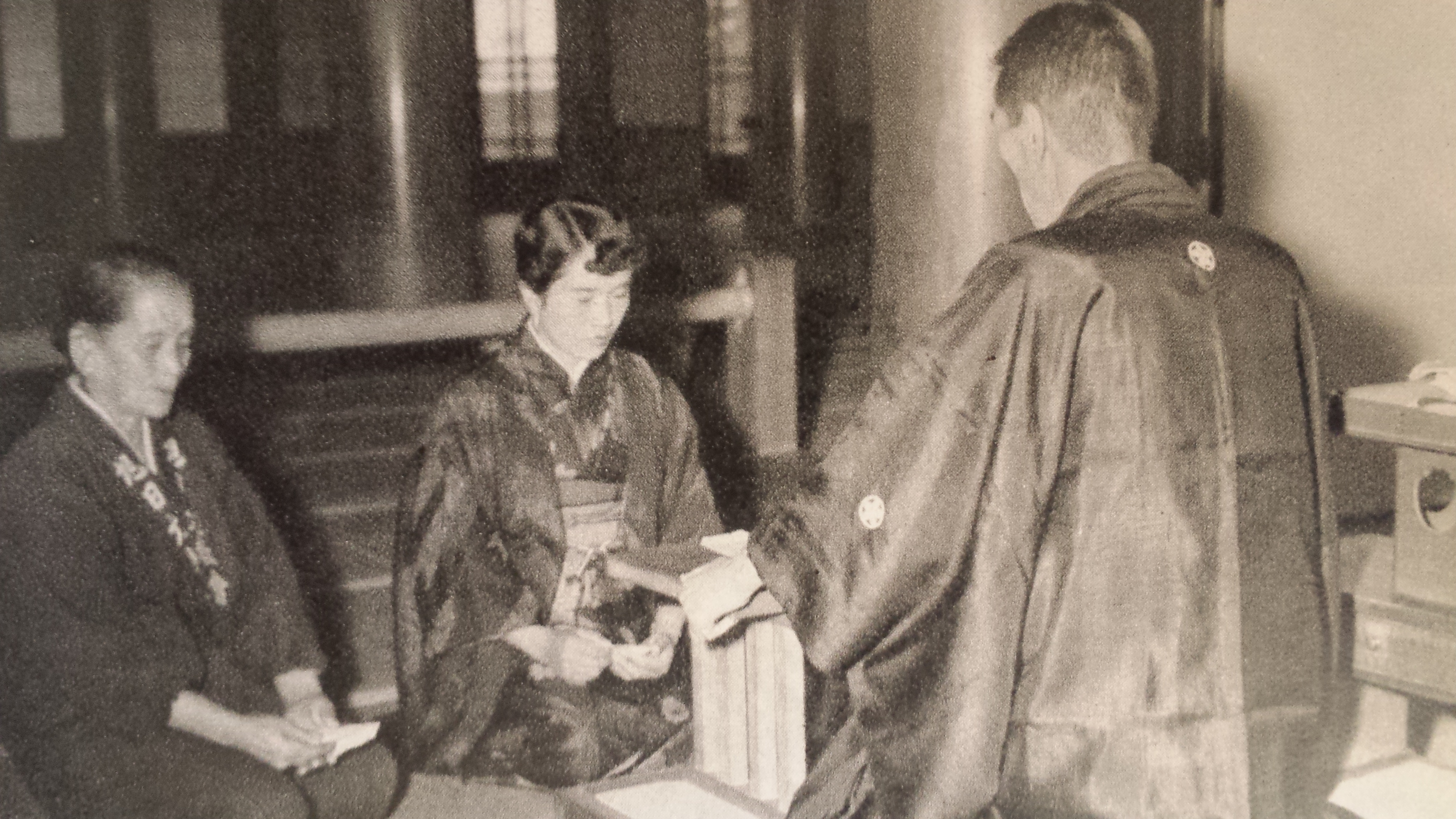

ديانة تينريكيو هو دين يزعم أعضاؤه أن مصدره الوحي المزعوم لامرأة ظهرت في القرن 19 تعرف باسم ناكاياما ميكي. أتباع ديانة تينريكيو تؤمن بأن الإله يعرف بأسماء عديدة منها «تينري أو نو ميكوتو» ، معنى الـ تينريكيو الحرفي هو التعليمات المقدسة، ويقدر عدد أعضاء هذه الديانة بمليوني شخص في العالم، مليون ونصف منهم في اليابان، كما يقدر عدد كنائس هذه الديانة ب 16833 كنيسة تدار محليا في اليابان .

## أبرز المعتقدات
1. يقدس أعضاء هذه الديانة امرأة تدعى ناكاياما ميكي، ويقال إن عدد الإناث المنتميات لهذه الديانة مرتفع بشكل ملفت للانتباه .
2. يدعو أعضاء هذه الديانة إلى نكران الذات والبعد عن الغطرسة والكراهية والجشع والأنانية، كما تدعو إلى القيام بأعمال تطوعية على سبيل نكران الذات وليس حبا في الظهور .
3. يؤمنون ب تناسخ الأرواح .
4. يعتقدون ب وحدة الوجود .